# Автомагістраль М4 (Велика Британія)
Автомагістраль M4, спочатку Автомагістраль Лондон-Південний Уельс, — автомагістраль у Сполученому Королівстві, що проходить із західного Лондона до південно-західного Уельсу. Англійська ділянка до Северного мосту була побудована між 1961 і 1971 роками; валлійський елемент був в основному завершений до 1980 року, хоча неавтомагістральна ділянка навколо мосту Briton Ferry залишалася до 1993 року. Під час відкриття другого переходу Северн у 1996 році, M4 було змінено через нього.
Лінія автомагістралі від Лондона до Брістоля проходить впритул до A4. Після перетину річки Северн, безкоштовна з 17 грудня 2018 року, автомагістраль слідує за A48 і закінчується біля мосту Абрахам у Кармартенширі.
M4 — єдина автомагістраль в Уельсі, крім двох її відгалуджень: A48(M) і M48. Основні міста вздовж маршруту — відстань приблизно 304 км., —  включають Слау, Редінг, Свіндон, Брістоль, Ньюпорт, Кардіфф, Брідженд, Порт-Толбот і Свонсі.

## Історія
Нова дорога з Лондона до Південного Уельсу була вперше запропонована в 1930-х роках. У 1956 році Міністерство транспорту оголосило про плани перших великих післявоєнних проектів покращення доріг.
Естакада Чізвік, коротка ділянка високої дороги з двома проїжджими частинами, яка спочатку не класифікувалася як автострада, відкрита в 1959 році, щоб зменшити вплив транспорту, що рухається між центром Лондона та заходом.

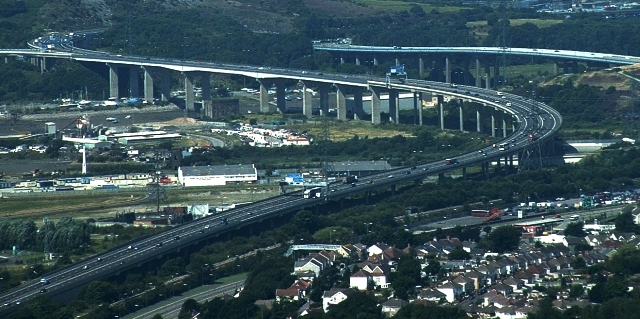
Міст M4 через річку Ніт (зліва)
Оригінальний міст A48(M) (справа)

Об’їзна дорога Мейденхеда (J7-J9) була відкрита в 1961 році, ділянка від Слау до Мейденгеда (J5-J7) відкрита в 1963 році, а J1-J5 відкрита 24 березня 1965 року, включаючи естакаду Чізвік. Відрізок від J18 на захід від Ньюпорта був відкритий у 1966 році, включаючи Северн-Брідж. Об’їзна дорога Порт-Толбот, також побудована в 1960-х роках і тепер є частиною M4, спочатку була автомагістраллю A48(M), номер, який тепер присвоєно короткій ділянці автостради поблизу Кардіффа. Спочатку Міністерство транспорту планувало, щоб M4 закінчувалася в Тредегар-парку на захід від Ньюпорта, а після створення Уельського офісу уряд узяв на себе зобов’язання щодо високоякісної двопроїзної дороги до Кармартенширу.

## Особливості

### Розумна автострада

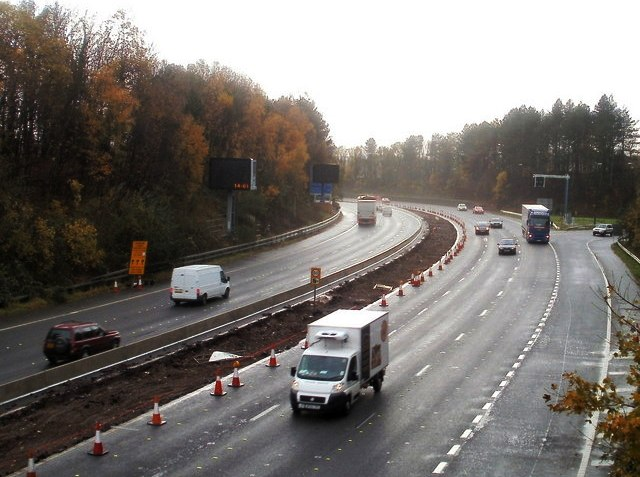
Будівництво електронних покажчиків для схеми змінного обмеження швидкості на перехресті 27 та нової бетонної броні (2010 р.)

На M4 є одна ділянка розумної автомагістралі, між розв’язками 19 (M32) і 20 (M5) на північ від Брістоля, де є змінні обмеження швидкості та частково жорстке узбіччя. Завершення відбулося влітку 2014 року. Інша ділянка між перехрестями 24 і 29 у Ньюпорті мала змінні обмеження швидкості до 2021 року, коли їх змінили на постійні 50 обмеження миль/год із камерами середньої швидкості.

### Брінгласові тунелі

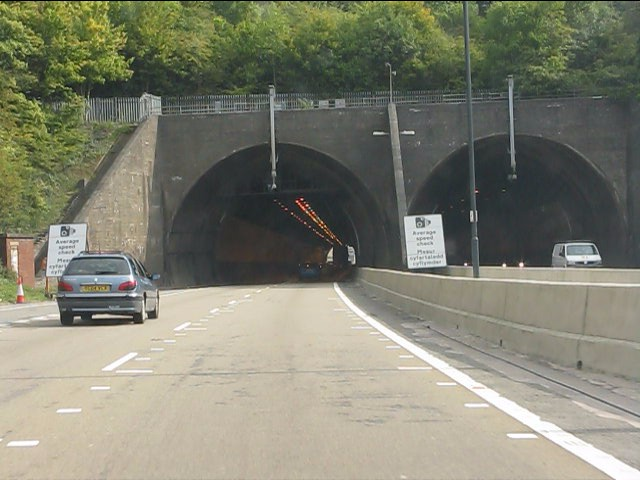
Тунелі Брінглас – західні портали

Тунелі Брінгласа ведуть магістраль М4 під Брінглас Хілл у Ньюпорті. 360-метрові тунелі — це перші та єдині двопрохідні тунелі в мережі автомагістралей Великої Британії (Дартфордський тунель не класифікується як частина автомагістралі M25). У липні 2011 року пожежа вантажівки в одному з тунелів перекрила автомагістраль. Незважаючи на те, що постраждалих і загиблих не було, тунель залишався закритим, а в решті тунелю близько місяця працювала система протипотоку, що спричинило значні затримки в дорозі.